# Cricău

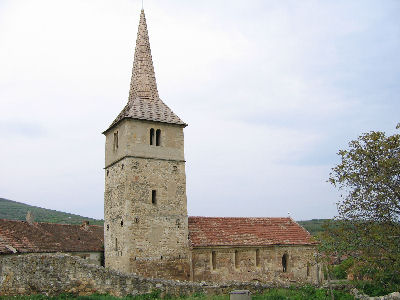
De Hongaars Gereformeerde kerk van Cricău

Cricău (Hongaars: Boroskrakkó) is een gemeente in Alba. De gemeente ligt in de regio Transsylvanië, in het westen van Roemenië.

## Geschiedenis
Het dorp werd al in het jaar 1206 genoemd. Het werd gesticht door Saksen en Hongaren. 
De bevolking was eerst rooms-katholiek, maar ging tijdens de Reformatie over van geloof. De historische kerk was vanaf dan in handen van de Hongaarse Gereformeerde Kerk. De bevolkingssamenstelling veranderde doordat de Tataren het dorp binnenvielen en de bevolking uitmoordden. De plek van de Hongaren en Saksen werd meer en meer ingenomen door binnentrekkende Roemenen vanuit het gebied ten zuiden van de Karpaten. In 1848 werd de Hongaarse bevolking van het dorp door binnenvallende Roemeense opstandelingen grotendeels van het leven beroofd. Na dit revolutiejaar kreeg het dorp zijn Hongaarse karakter niet meer terug. 
De Gereformeerde Kerk kende vanaf 1868 weer een dominee, maar uiteindelijk werd de laatste dienst in 1956 gehouden. In 2011 woonden er nog 4 personen van de Hongaarse minderheid in het dorp.

## Bevolking
De Bevolking van de gemeente ontwikkelde zich als volgt:
Het hoogste inwoneraantal (1675) van het dorp Cricău werd in 1956 bereikt; In 2002 woonden er nog 1290 personen.

## Geboren
- Nicolae Stanciu (1993), voetballer

Steden met gemeentestatus: Alba Iulia · Aiud · Blaj · Sebeș

Steden zonder gemeentestatus: Abrud · Baia de Arieș · Câmpeni · Cugir · Ocna Mureș · Teiuș · Zlatna

Gemeenten: Albac · Almaşu Mare · Arieșeni · Avram Iancu · Berghin · Bistra · Blandiana · Bucium · Câlnic · Cenade · Cergău · Ceru-Băcăinți · Cetatea de Baltă · Ciugud · Ciuruleasa · Crăciunelu de Jos · Cricău · Cut · Daia Română · Doștat · Fărău · Galda de Jos · Gârda de Sus · Gârbova · Hopârta · Horea · Ighiu · Întregalde · Jidvei · Livezile · Lupșa · Lopadea Nouă · Lunca Mureșului · Meteș · Mihalț · Mirăslău · Mogoș · Noșlac · Ocoliș · Ohaba · Pianu · Poiana Vadului · Ponor · Poșaga · Rădești · Râmeț · Rimetea · Roșia de Secaș · Roșia Montană · Sălciua · Săliștea · Sâncel · Săsciori · Sântimbru · Scărișoara · Stremț · Șibot · Sohodol · Șpring · Șugag · Șona · Unirea · Vadu Moților · Valea Lungă · Vidra · Vințu de Jos